# Chinde
Chinde és una illa i una vila de Moçambic. L'illa està formada pel territori entre el Zambeze i un braç proper a la desembocadura conegut com a riu Chinde, i també com canal Chinde. La ciutat es troba a la punta nord-est de l'illa a la desembocadura del riu o canal Chinde.
El 1891 els portuguesos con concedir als britànics l'administració comercial d'un petit terreny de l'illa; el contracte es va signar el 1892 i es va expandir a deu hectàrees el 1898. L'objecte d'aquesta concessió era que els britànics disposessin d'una zona de lliure comerç per i des del seu territori de Niassalàndia (Nyassaland); al mateix temps havia de servir com estació postal. L'illa va utilitzar els segells de Nyassaland; a alguns dels exemplars usats es pot comprovar la marca de correus de Chinde. L'obertura del ferrocarril entre el territori de la Companyia de Moçambic i Nyassaland, el 1922, va fer perdre importància a l'establiment. La concessió fou cancel·lada el 1925.